# لیلا نوگباور
لیلا نوگباور (انگلیسی: Lila Neugebauer؛ زادهٔ ۱۹۸۵) کارگردان نمایش، نویسنده و کارگردان هنری اهل آمریکا است. او برای نقشش در تئاتر برادوی مورد تحسین قرار گرفت.
از فیلم‌ها یا برنامه‌های تلویزیونی که او می‌توان به فیلم گذرگاه و سریال‌های اتاق ۱۰۴ (۱ قسمت)، خدمتکار (۱ قسمت) و زندگی جنسی دختران کالج (۳ قسمت) اشاره کرد.